# Шинери (Цівільський район)
Шине́ри (рос. Шинеры, чув. Шĕнер) — село (в минулому присілок) у складі Цівільського району Чувашії, Росія. Входить до складу Чирічкасинського сільського поселення.
Населення — 95 осіб (2010; 124 у 2002).
Національний склад:
- чуваші — 100 %